# Großlobming
Großlobming là một đô thị thuộc huyện Knittelfeld trong bang Styria, nước Áo. Đô thị Großlobming có diện tích 7,39 km², dân số cuối năm 2005 là 1138 người. Đô thị này nằm bên hai bờ sông Mur.